# Hervormde Kerk (Wateringen)
De Hervormde Kerk van Wateringen is een kerk uit circa 1450 en is in gebruik door de Hervormde gemeente van deze plaats.

## Geschiedenis
Omstreeks 1250 werd op de plaats van de kerk een kapel gebouwd dat mogelijk was door de financiering door Ida uter Voert. Honderd jaar later, rond 1350, kreeg de kapel een toren. Deze toren was toen met ongeveer 22 meter lager dan nu en reikte tot de huidige omloop. De toren is het oudste bouwwerk van Wateringen. In 1450 werd de kapel te klein en begon achter de kapel de bouw van het koor. Toen deze klaar was werd de kerkdienst verplaatst naar het koor en werd de kapel afgebroken. Tussen de toren en het koor werd een driebeukige kerk uitgebouwd. Het kreeg zijbeuken, sacristie en een doopkapel waaraan tot 1532 is gebouwd. Door de aanwezigheid van transepten had de kerk een kruisvorm. Het dak werd ondersteund voor beschilderde pilaren en de kerk bevatte vijf altaren. De toren werd in 1715 verhoogd tot de huidige hoogte van 43 meter. In de toren bevindt zich nog een gevangeniscel. 
Tijdens de Reformatie ging de kerk in 1572 zonder veel moeite over van het katholicisme naar het protestantse geloof. Het beeld van de beschermheilige van de kerk, Johannes de Doper, werd verstopt en kwam pas in 1819 weer boven water. 
De preekstoel van de kerk uit 1646 is door timmerman-aannemer Dirk de Milde gemaakt voor stadhouder Fredrik Hendrik en zijn vrouw Amalia van Solms en stond oorspronkelijk in het bijgebouw van huis Honselaarsdijk. Doordat het deel van het gebouw waar de preekstoel stond in 1756 werd afgebroken, schonk de toenmalige eigenaar Anna van Hannover, de kansel aan de Wateringse kerk. De kansel wordt gezien als de parel van de kerk. De nog aanwezige spreukborden komen uit 1616 en 1653 en zijn vervaardigd door Wateringse schoolmeesters. Het orgel stamt uit 1874 en is gemaakt door de firma Bätz-Witte uit Utrecht.
Begin negentiende eeuw bevond de kerk zich in een slechte staat, maar geld voor onderhoud was er niet. Om die reden werden het koor en de transepten in 1819 gesloopt. Het resterende deel van de middeleeuwse kerk werd gerestaureerd. Ruim honderd jaar later was de kerk te klein geworden en opnieuw werd naar de sloophamer gegrepen. De grote pilaren werden vervangen door zware ijzeren binten waarop het dak kon steunen. De oude pilaren met de beschilderingen verdwenen.

## Galerij

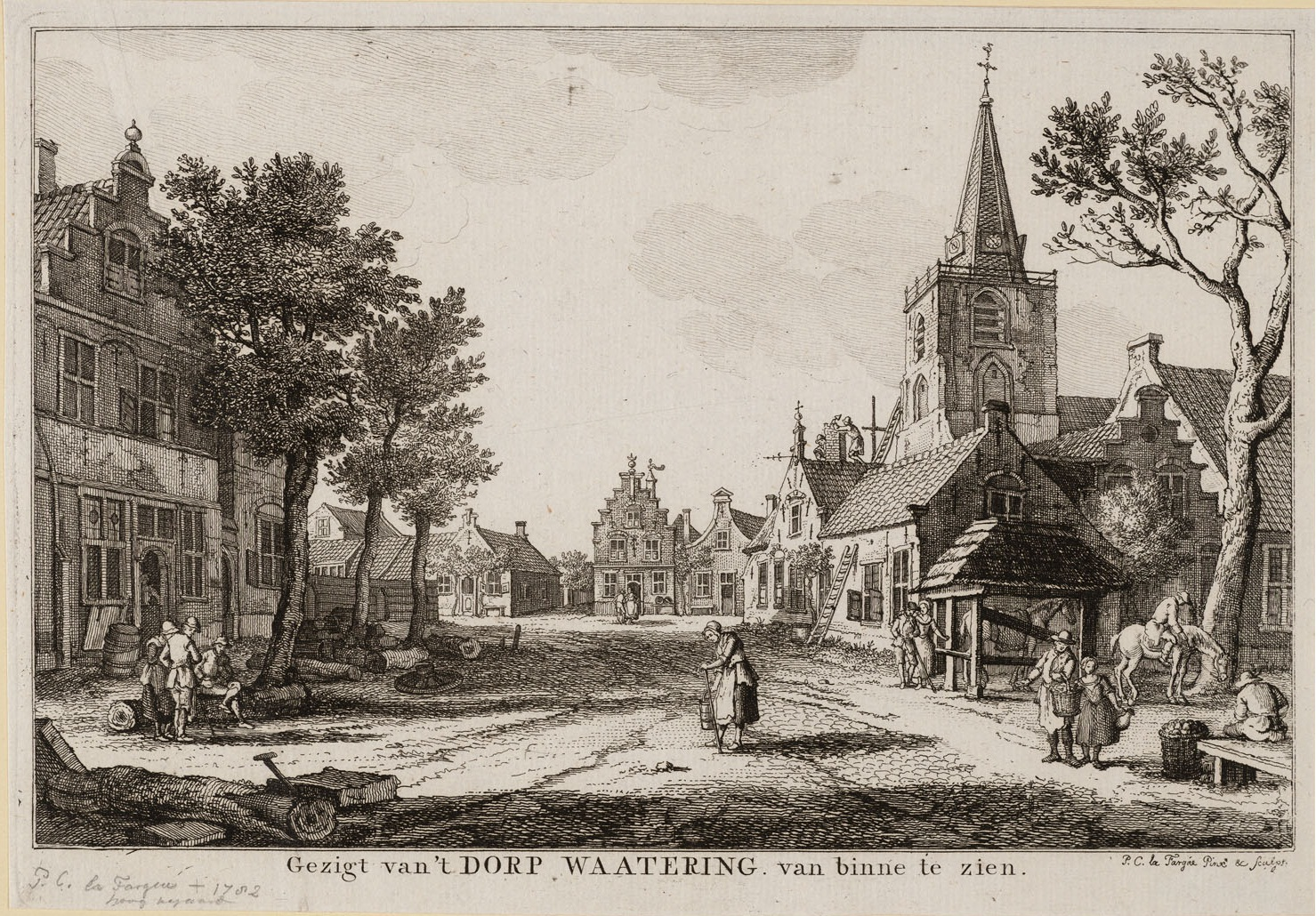
Het plein en de kerk in 1782
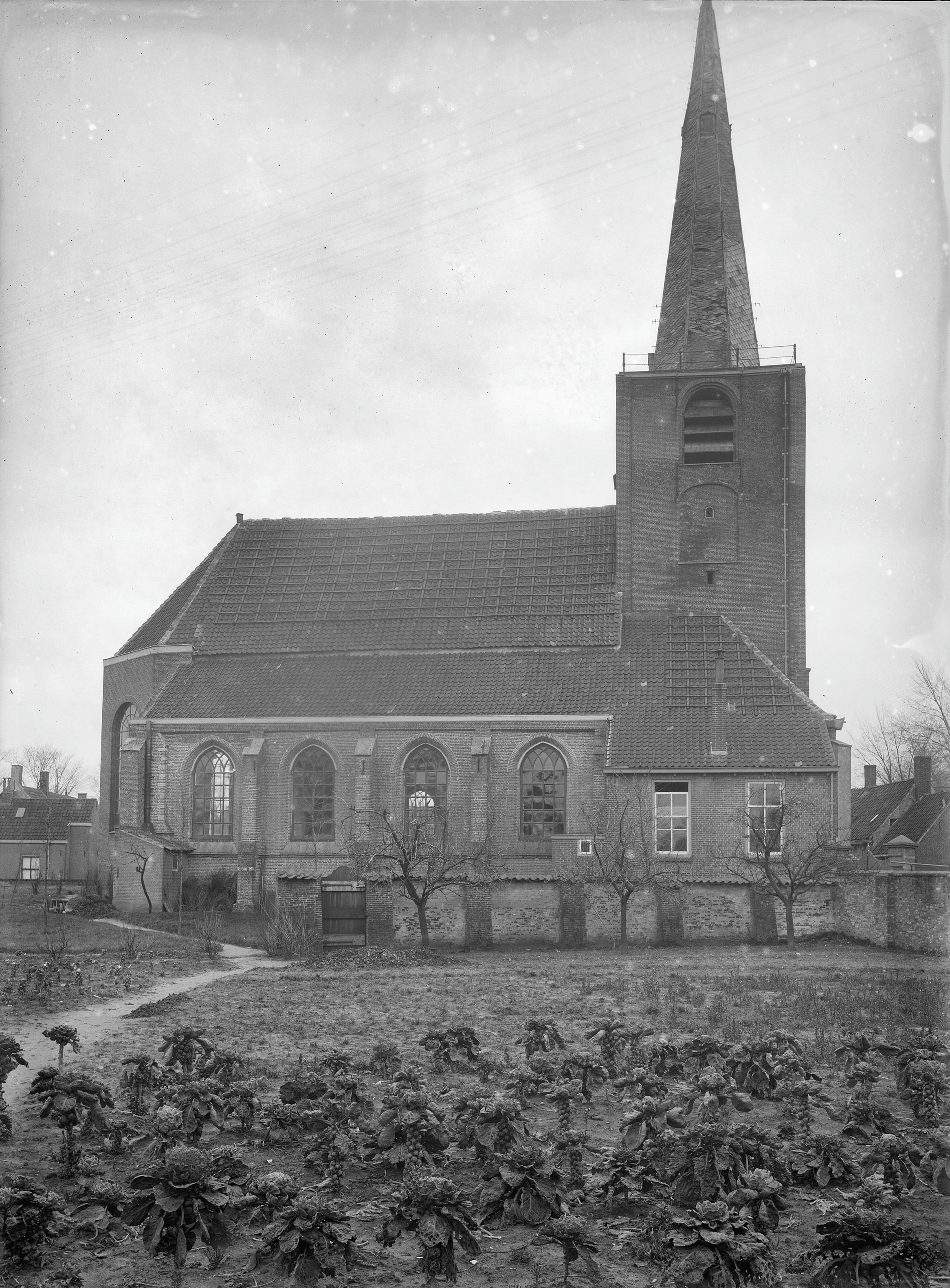
Kerk naar het zuiden in 1923
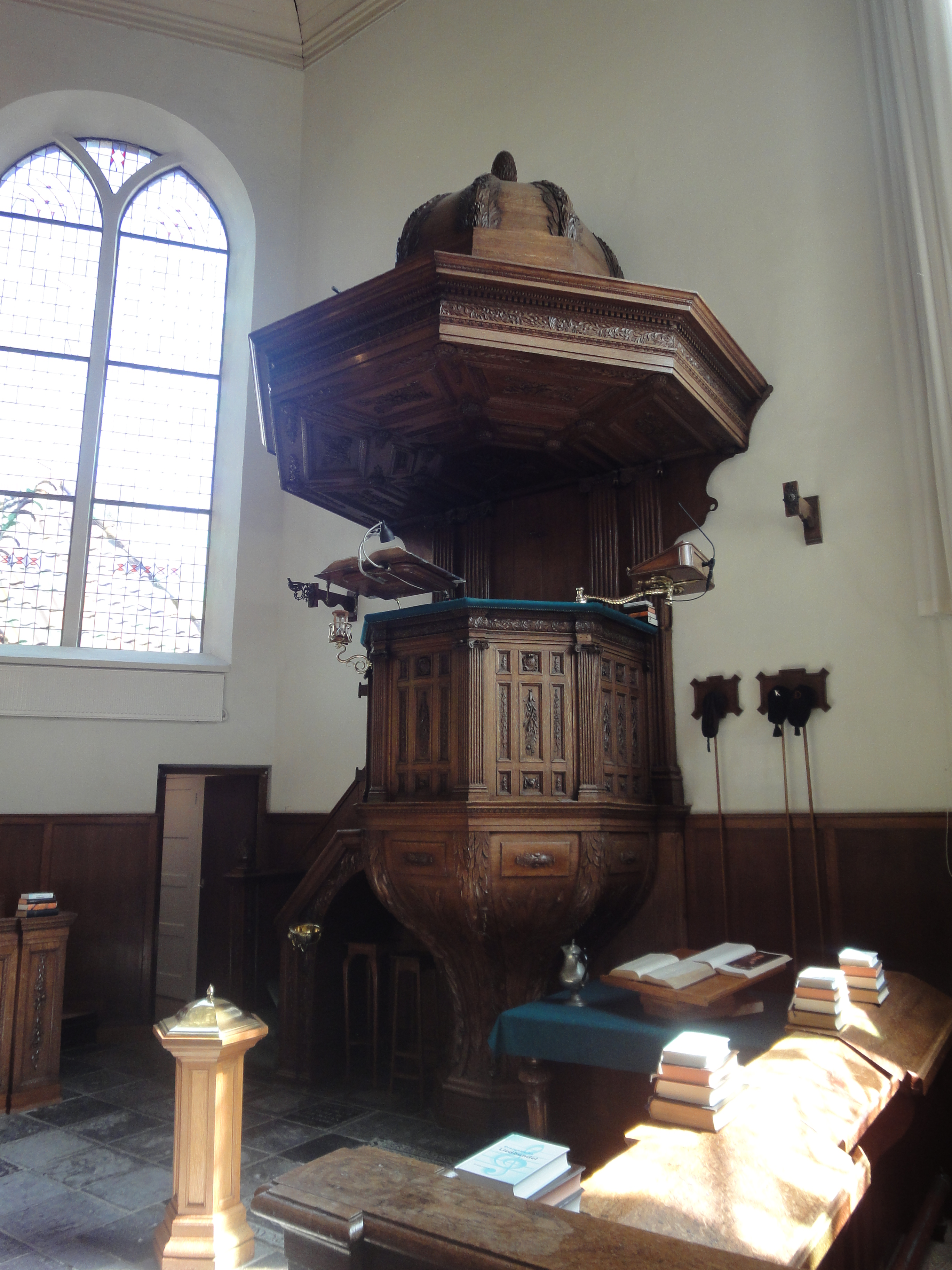
De kansel uit 1646
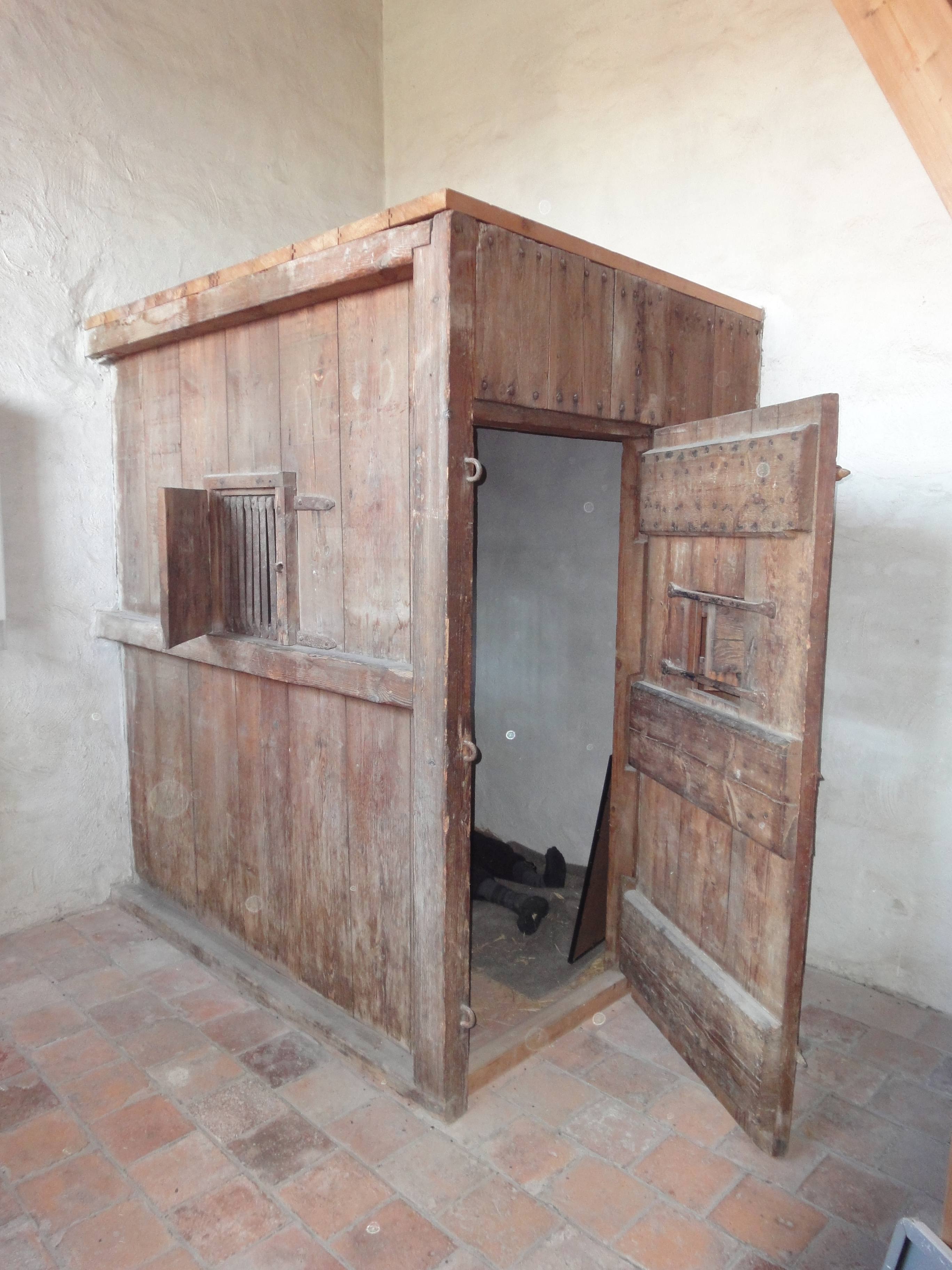
De gevangeniscel in de toren